# Годвинов закон
Годвинов закон (познат и под именом Годвиново правило аналогија са нацистима) је изрека коју је формулисао Мајк Годвин 1990. године. Закон гласи:
Како онлајн расправа постаје дужа, вероватноћа прављења поређења која укључују нацисте или Хитлера тежи јединици.
Годвинов закон се често цитира у онлајн расправама као упозорење против коришћења оштрог говора или преувеличавајућих поређења.
Правило не говори ништа о томе да ли је свако појединачно поређење са Хитлером или нацистима на месту или не, већ само тврди да вероватноћа његовог појављивања расте. Управо зато што такво поређење понекад може бити примерено, Годвин је тврдио да претерано коришћење поређења са Хитлером или нацистима треба избегавати, јер ако се она претераном употребом излижу, губи се њихов ефекат у оним случајевима када су стварно на месту.
Према Годвину овај закон је уведен као експеримент из меметике.